# Dominic Klemme
Dominic Klemme (Lemgo, 31 ottobre 1986) è un ex ciclista su strada tedesco, professionista dal 2009 al 2014.

## Palmarès

### Strada
- 2007 (3C Gruppe, una vittoria)

Campionati tedeschi, Prova in linea Under-23
- 2008 (3C Gruppe, sei vittorie)

Grand Prix de la Ville de Lillers
3ª tappa Internationale Thüringen Rundfahrt (Masserberg > Masserberg)
2ª tappa Regio-Tour (Lutterbach > Soultz-Haut-Rhin)
Druivenkoers
4ª tappa Tour de l'Avenir (Néris-les-Bains > Saint-Symphorien-sur-Coise)
8ª tappa Tour de l'Avenir (Saint-Juéry > Revel)
- 2011 (Leopard-Trek, una vittoria)

Le Samyn

## Piazzamenti

### Grandi Giri
- Giro d'Italia

2011: non partito (5ª tappa)
- Vuelta a España

2010: 155º
2014: ritirato (14ª tappa)

### Classiche monumento
- Milano-Sanremo

2013: 131º
- Giro delle Fiandre

2011: 109º
2012: ritirato
2013: 114º
2014: ritirato
- Parigi-Roubaix

2010: 14º
2011: ritirato
2012: fuori tempo massimo
2013: 106º
2014: 119º

### Competizioni mondiali
- Campionati del mondo su strada

Stoccarda 2007 - In linea Under-23: 7º
Varese 2008 - In linea Under-23: 13º
Melbourne 2010 - In linea Elite: ritirato

### Competizioni europee
- Campionati europei

Sofia 2007 - In linea Under-23: 9º